# Borja Jiménez
Borja Jiménez Sáez (Ávila, 21 de enero de 1985) es un entrenador de fútbol español. Actualmente está sin club.

## Trayectoria
Borja Jiménez es un entrenador formado en el Real Ávila Club de Fútbol, equipo con el que, en su debut como primer entrenador en la temporada 2013/14, consiguió la clasificación para el playoff de ascenso a Segunda División B.
Tras entrenar en categorías inferiores del Real Valladolid CF, es precisamente en el filial pucelano donde Borja Jiménez comienza como entrenador profesional en la temporada 2015/16, en la que dirigió al equipo en Segunda División B a partir de la jornada 10 y durante 29 encuentros para lograr la permanencia al final de liga. 
Una campaña después, Borja Jiménez se puso al frente del banquillo del CD Izarra para mantener al conjunto navarro en la categoría de bronce una temporada más, tras su ascenso en 2015.
La pasada campaña, Borja Jiménez dirigió a un equipo recién ascendido a Segunda División B: el Club Rápido de Bouzas. En una exitosa temporada merodeando durante todo el año los puestos de playoff, el equipo dirigido por Borja Jiménez se quedó a tan solo dos puntos de disputar la fase de ascenso a Segunda División A en su primer año en la categoría, firmando, en cualquier caso, la mejor temporada de la historia del Club Rápido de Bouzas.
En junio de 2018, el Club Deportivo Mirandés y Borja Jiménez llegan a un acuerdo para que el técnico dirija al equipo la temporada 2018-19. Borja Jiménez llega al equipo de Miranda de Ebro tras firmar una histórica temporada en el Club Rápido de Bouzas del Grupo I de Segunda División B, donde logró clasificar al equipo 5.º (a dos puntos del playoff de ascenso) en la primera campaña del club gallego en la división de bronce del fútbol español.
El 30 de junio de 2019 consiguió ascender con el Club Deportivo Mirandés a Segunda División "A" tras quedar terceros en la temporada regular y derrotar en la Promoción de Ascenso al Atlético de Madrid "B", el Recreativo de Huelva y el Atlético Baleares, habiendo sido estos dos últimos los líderes de sus respectivos grupos. Además, en esa misma temporada, el Mirandés consiguió ganar la Copa RFEF por primera vez en su historia. 
El 6 de julio de 2019, firmó con el Asteras Tripolis Football Club de la Superliga de Grecia, una experiencia que duró 5 meses, ya que tras un total de tres victorias en doce encuentros, fue destituido el 5 de diciembre.
El 23 de diciembre de 2019, se anuncia su fichaje por el Fútbol Club Cartagena hasta el final de la temporada con opción a otra, para sustituir a Gustavo Munúa que días antes había abandonado el cuadro blanquinegro para entrenar en su país.
El 20 de julio de 2020, el FC Cartagena lograría el ascenso a la Segunda División de España tras eliminar al Atlético Baleares en la tanda de penaltis en la eliminatoria de campeones, tras haber sido líderes del Grupo IV tras la finalización de la liga regular por el coronavirus. Sería su segundo ascenso consecutivo a la Segunda División tras ascender al CD Mirandés la temporada anterior.
El 18 de diciembre de 2020, es destituido como entrenador del FC Cartagena, pese haber comenzado la temporada en la Segunda División con buenos resultados, más tarde encaminaría una racha de solo 1 victoria en sus últimos 9 partidos, lo que provocaría su destitución.
El 26 de mayo de 2021, se convierte en nuevo técnico del Deportivo de La Coruña de la Primera División RFEF. En su primera temporada al frente del Deportivo finaliza la liga en segunda posición, clasificándose así para los playoff por el ascenso. En el último partido de la fase de ascenso pierde en casa ante el Albacete Balompié por 2 goles a 1 en el Estadio de Riazor. El 11 de octubre de 2022, fue destituido de su cargo debido a los malos resultados, siendo sustituido por Óscar Cano.
El 7 de junio de 2023, es anunciado como primer entrenador del Club Deportivo Leganés de la Segunda División de España y ya es campeón de invierno. En esa misma temporada logró el ascenso a la Primera División de España proclamándose campeón de Segunda División  y ganando el Trofeo Miguel Muñoz. Luego de que se consumara el descenso en la campaña siguiente, el club anunció su salida de mutuo acuerdo en mayo de 2025.

## Clubes
| Club                         | País   | Año       |
| ---------------------------- | ------ | --------- |
| Real Ávila C. F.             | España | 2013-2014 |
| Real Valladolid C. F. "B"    | España | 2015-2016 |
| C. D. Izarra                 | España | 2016-2017 |
| Club Rápido de Bouzas        | España | 2017-2018 |
| C. D. Mirandés               | España | 2018-2019 |
| Asteras Tripolis F. C.       | Grecia | 2019      |
| F. C. Cartagena              | España | 2019-2020 |
| R. C. Deportivo de La Coruña | España | 2021-2022 |
| C. D. Leganés                | España | 2023-2025 |

## Palmarés

### Campeonatos nacionales
| Título           | Club                   | País   | Año  |
| ---------------- | ---------------------- | ------ | ---- |
| Segunda División | Club Deportivo Leganés | España | 2024 |

### Distinciones individuales
| Predecesor: Rubén Albés | Trofeo Miguel Muñoz de Segunda División 2024 | Sucesor: - |